# Alexander Andreyevich Ivanov
Alexander Andreyevich Ivanov (em russo:  Алекса́ндр Андре́евич Ива́нов; São Petersburgo, 16 de julho de 1806 - São Petersburgo, 3 de julho de 1858) foi um pintor russo que aderiu à tradição decadente do neoclassicismo, mas encontrou pouca simpatia com seus contemporâneos. Ele nasceu e morreu em São Petersburgo. Ele foi chamado de mestre de uma obra, pois levou 20 anos para completar sua magnum opus A Aparição de Cristo Diante do Povo.

## Biografia

### Primeiros anos e educação
Alexander Andreyevich nasceu, filho de um professor de arte, Andrey Ivanov. Aos 11 anos, ele ingressou na Academia Imperial de Artes e estudou no curso de seu pai junto com Karl Briullov. Por suas boas realizações foi premiado com duas medalhas de prata, em 1824 ele recebeu uma medalha de ouro pela pintura 'Príamo Pedindo Aquiles para Devolver o Corpo de Heitor'. Em 1827, ele foi homenageado com a Grande Medalha de Ouro da Academia Imperial de Artes por "Joseph interpreta os sonhos do mordomo e do padeiro" e foi promovido a artistas de grau XIV.
Os benfeitores de Ivanov decidiram mandá-lo para o exterior para estudar arte, mas exigiram mais uma foto, por isso ele cria "Belerofonte enviado para uma campanha contra os quimeras". Em 1830, Ivanov parte para a Europa, primeiro na Alemanha, depois para a Itália.

### Anos italianos

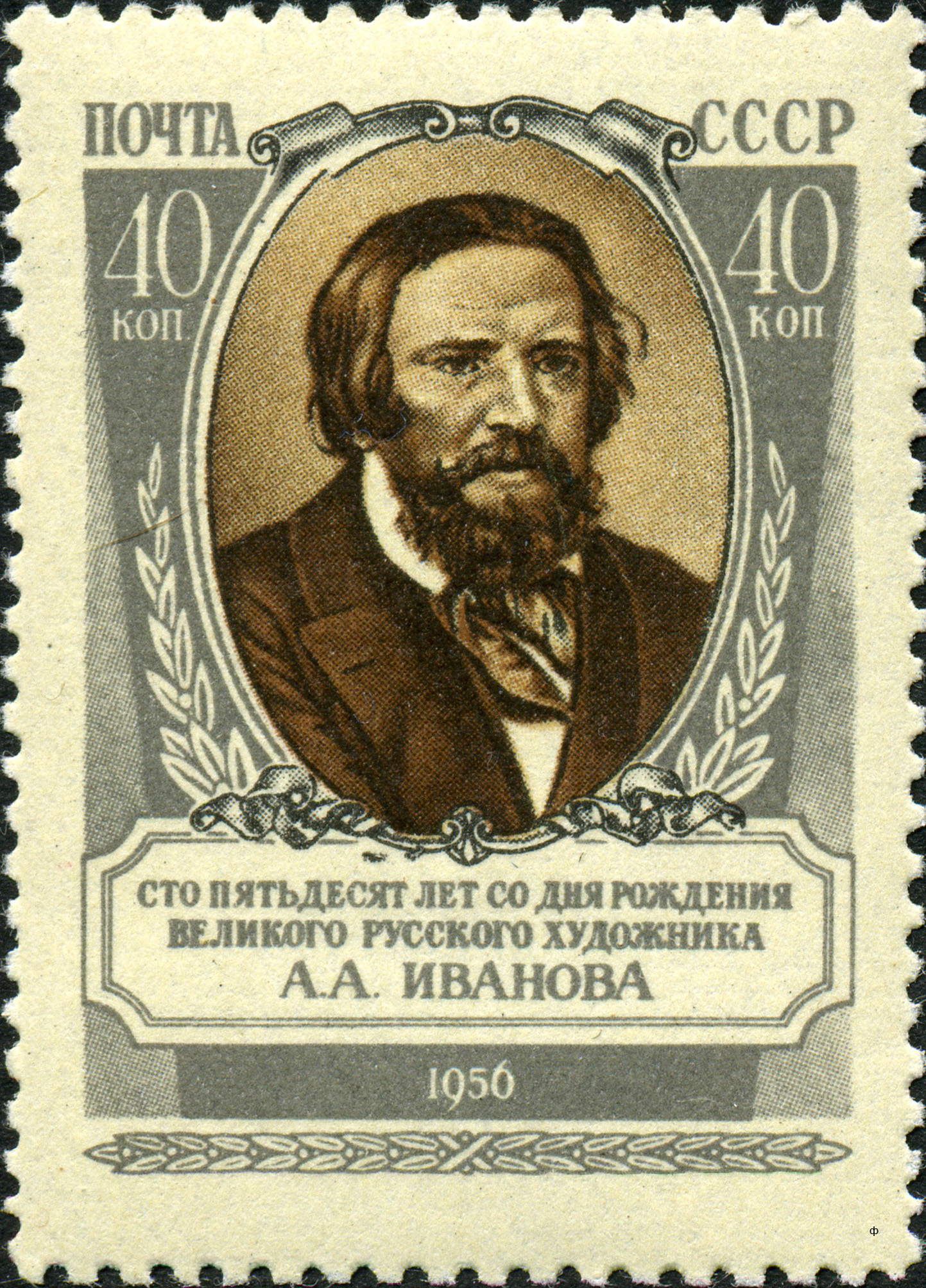
Selo postal comemorativo de AA Ivanov 1956 da União das Repúblicas Socialistas Soviéticas

As primeiras obras de Ivanov em Roma foram cópias de A Criação de Adão da Capela Sistina e alguns rascunhos de cenas bíblicas. Ele sonhava em criar uma pintura épica do Messias vindo para as pessoas, mas primeiro ele decidiu tentar a si mesmo em uma imagem em menor escala. Em 1834-1835 ele terminou 'Aparecimento de Jesus Cristo a Maria Magdalena'. A pintura teve grande sucesso tanto em Roma quanto em São Petersburgo. A Academia Imperial Russa de Artes concedeu a Ivanov um título acadêmico honorário em 1836.
Ele passou a maior parte de sua vida em Roma, onde fez amizade com Gogol e foi influenciado pelos nazarenos.

### A Aparição de Cristo Diante do Povo
Ivanov passou 20 anos (1837-1857) em Roma, trabalhando em sua maior obra-prima 'A Aparição de Cristo antes do Povo'.

### Morte
Ivanov morreu de cólera em 3 de julho de 1858. Ele foi enterrado em São Petersburgo, no cemitério Novodevichy. Em 1936, ele foi enterrado novamente com a transferência do monumento para o Cemitério Tikhvin de Alexander Nevsky Lavra.

### Influência e crítica
O julgamento crítico sobre Ivanov melhorou na geração seguinte. Alguns dos numerosos esboços que ele preparou para The Appearance foram reconhecidos como obras-primas por direito próprio. A coleção mais abrangente de suas obras pode ser vista no Museu Russo em São Petersburgo.

## Galeria

Pinturas de Alexander Andreyevich Ivanov
A Aparição de Cristo Diante do Povo (1837–1857)
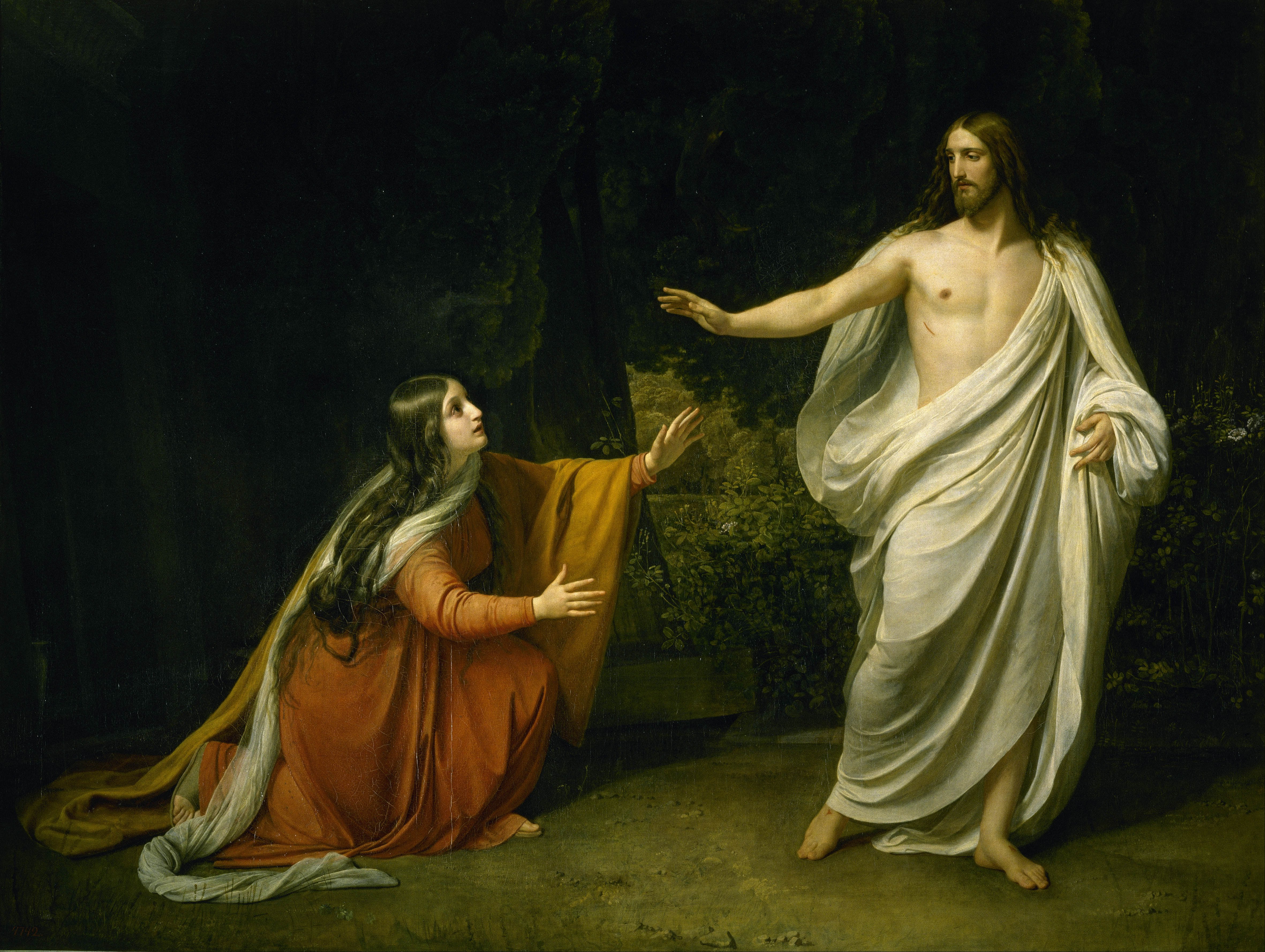
Noli me tangere Aparecimento de Jesus Christ to Maria Magdalena, 1835
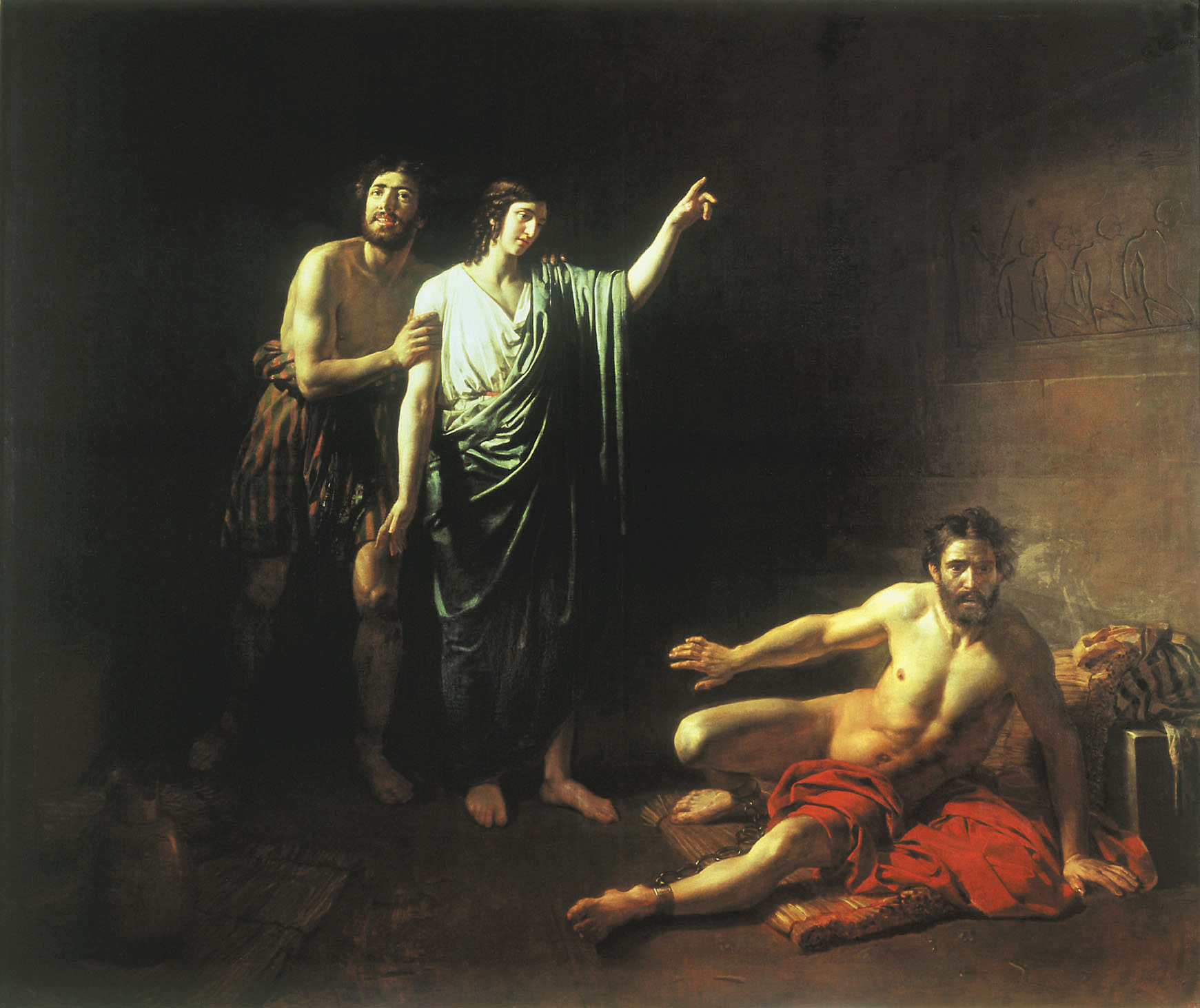
Joseph interpreta os sonhos do mordomo e do padeiro, 1827
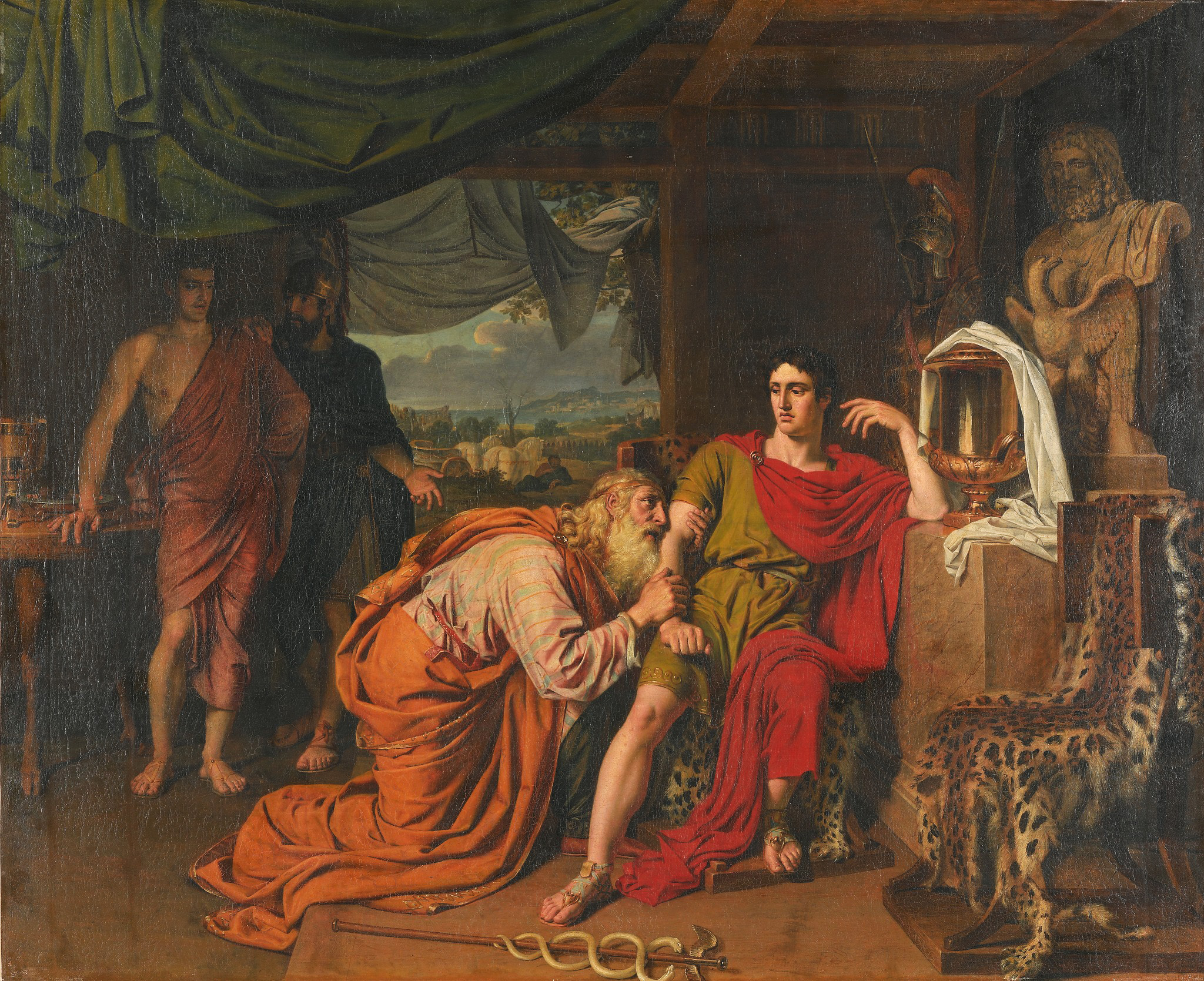
Príamo pede a Aquiles que devolva o corpo de Heitor, 1824
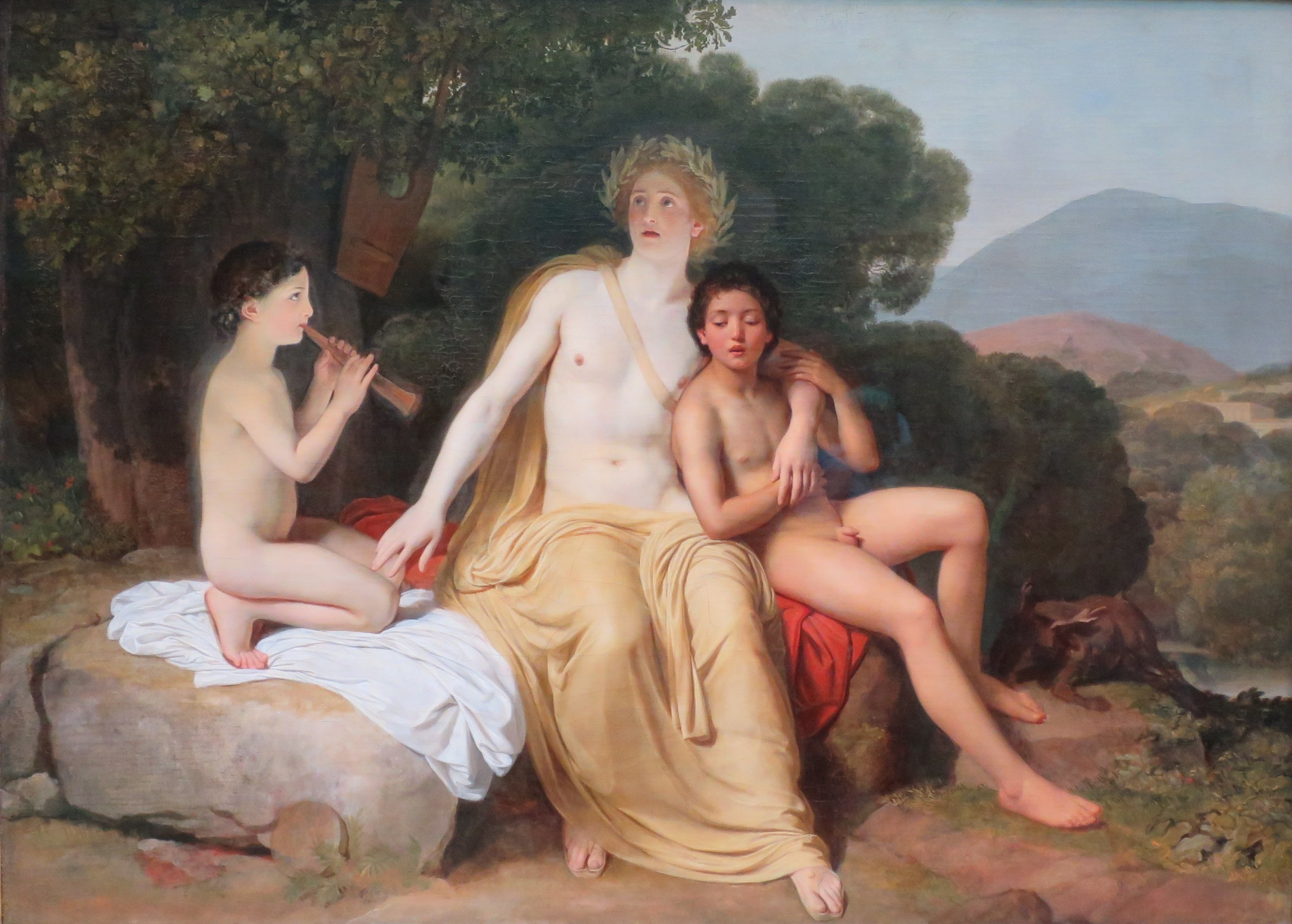
Apolo, Hyacinthus e Cyparis cantando e tocando, 1831-1834
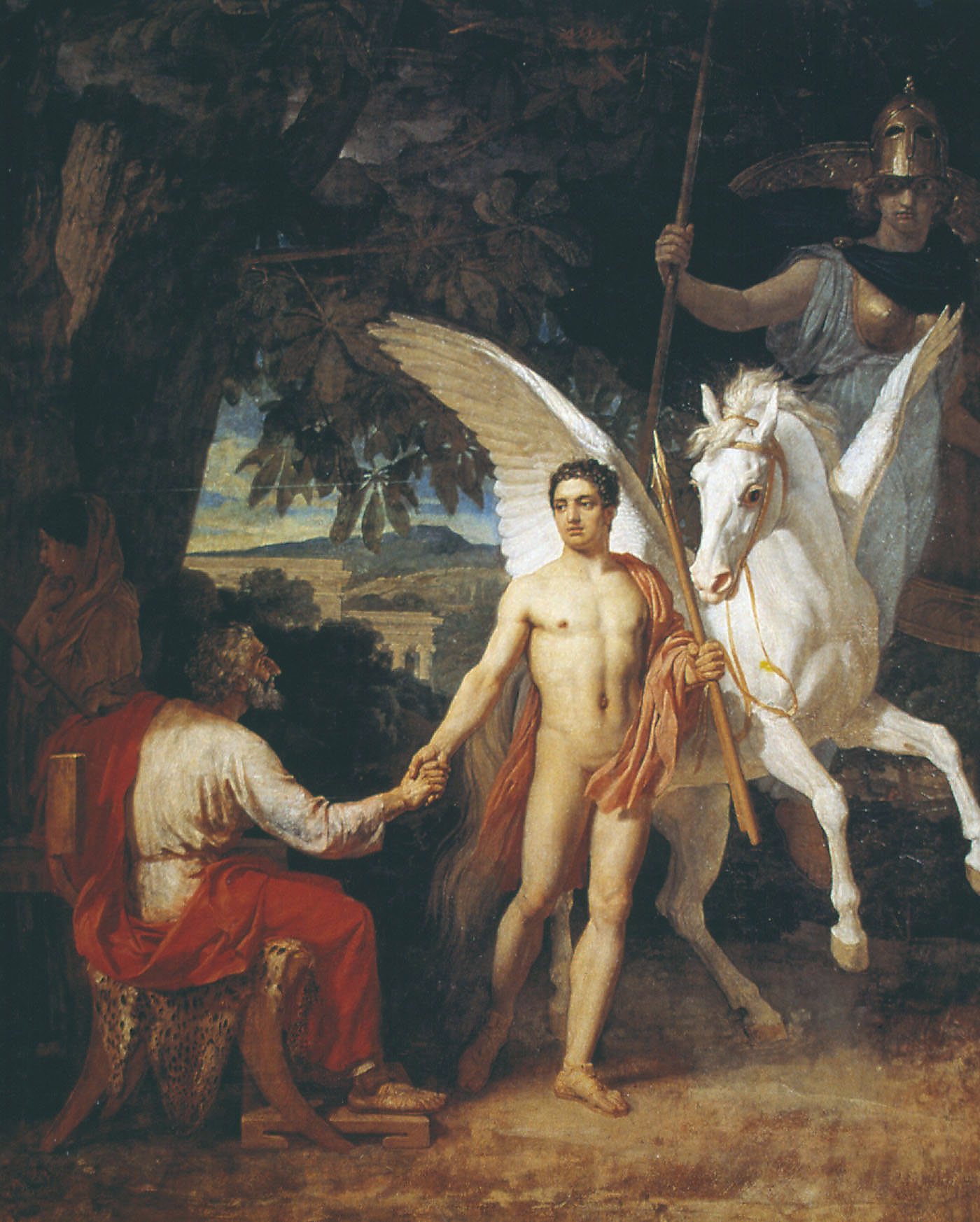
Belerofonte enviado para uma campanha contra os Chimera, 1829
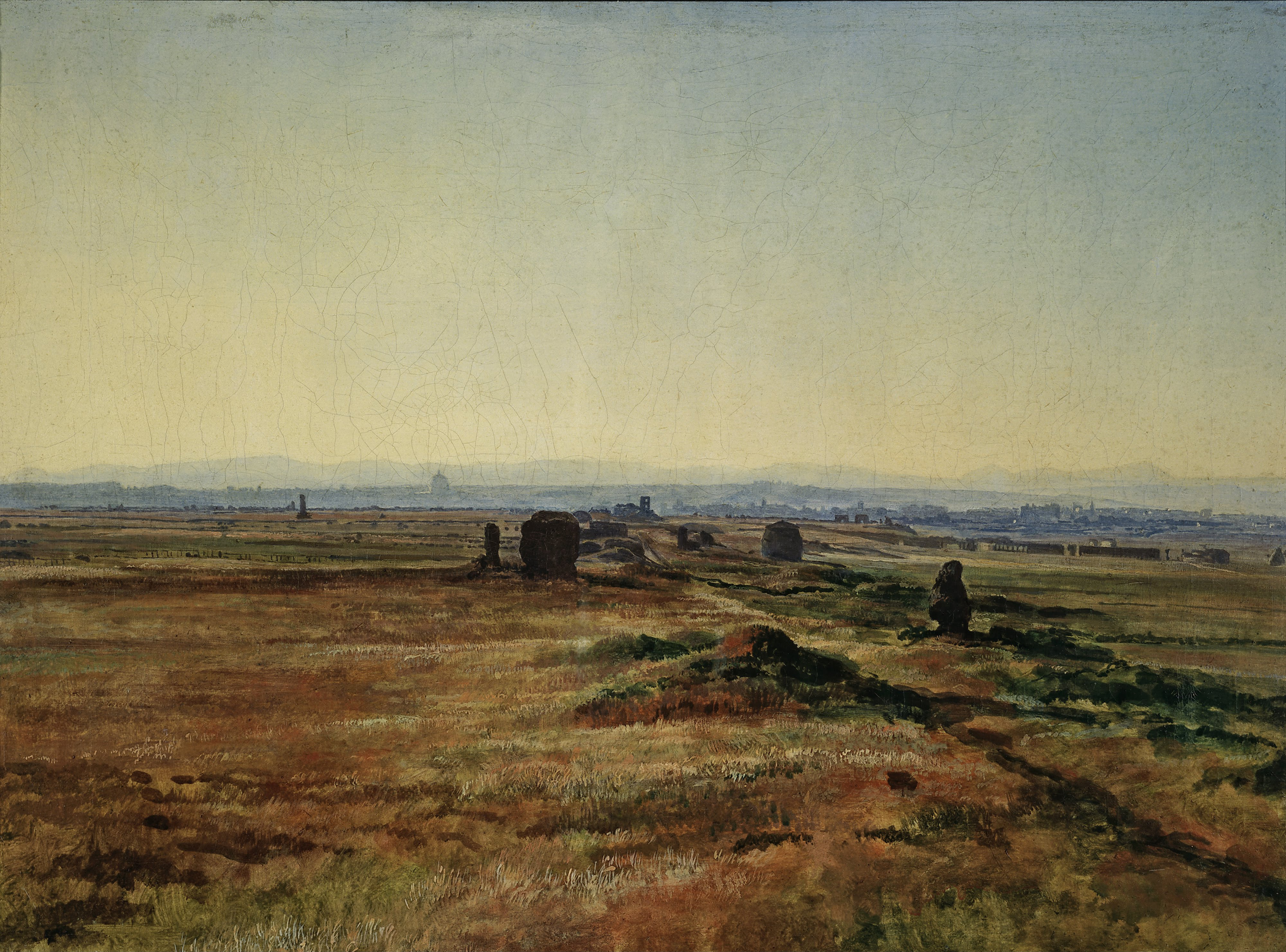
Via Ápia ao Pôr do Sol, 1845
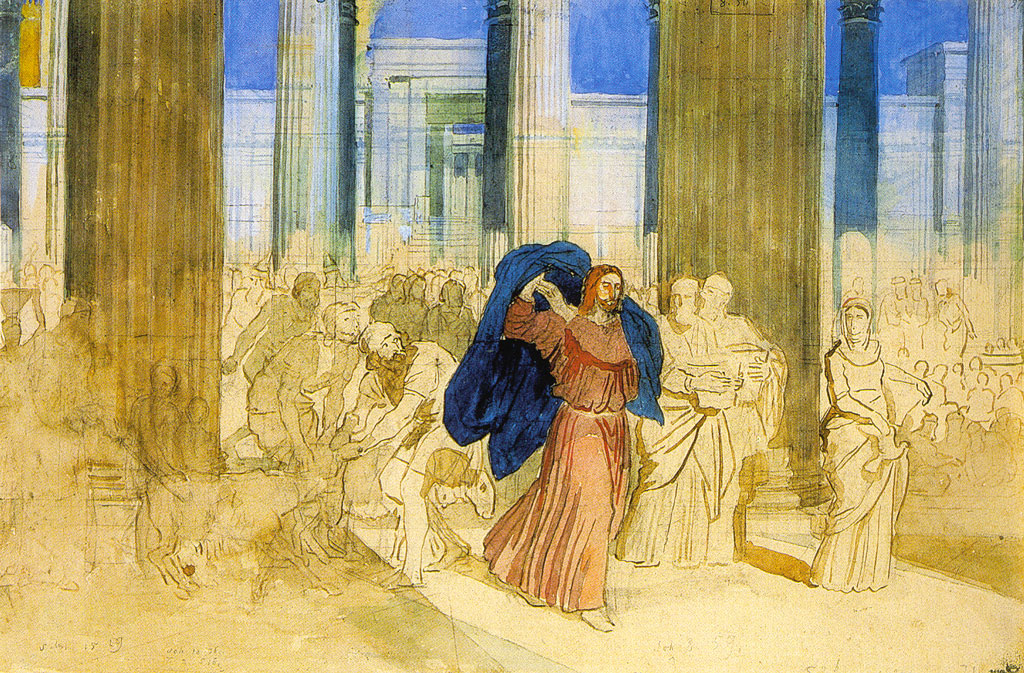
Limpeza do Templo, 1824
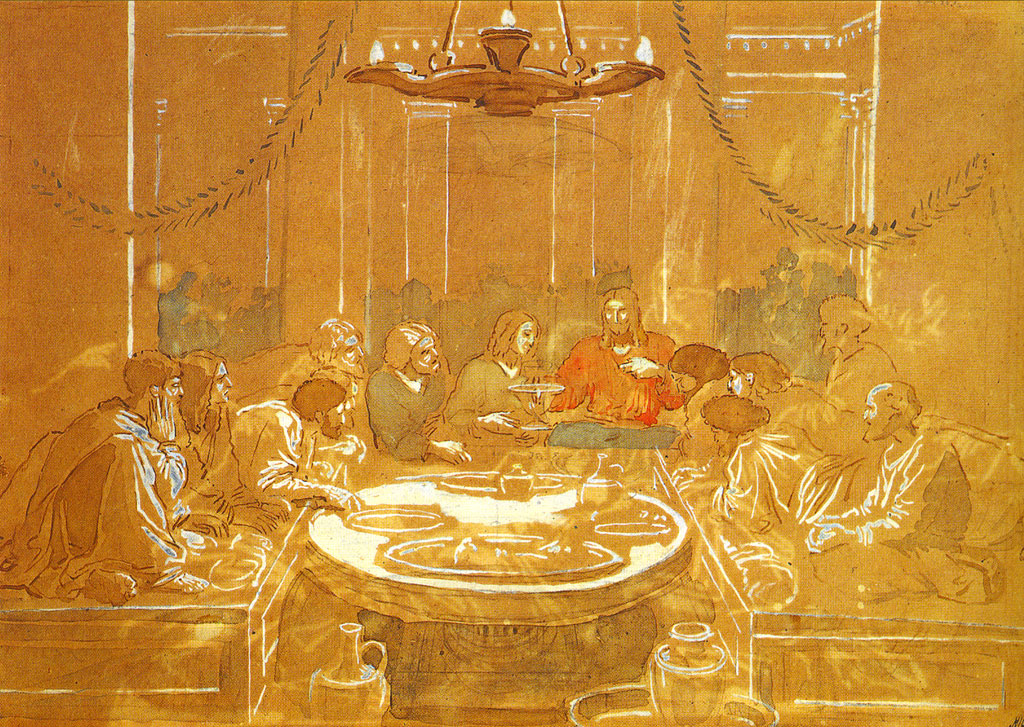
Última ceia, 1850
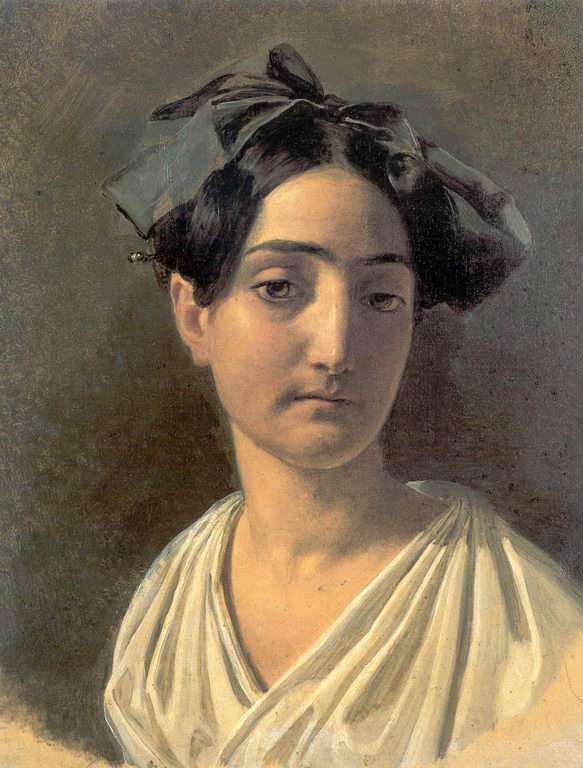
Retrato de Vittoria Caldoni, 1834
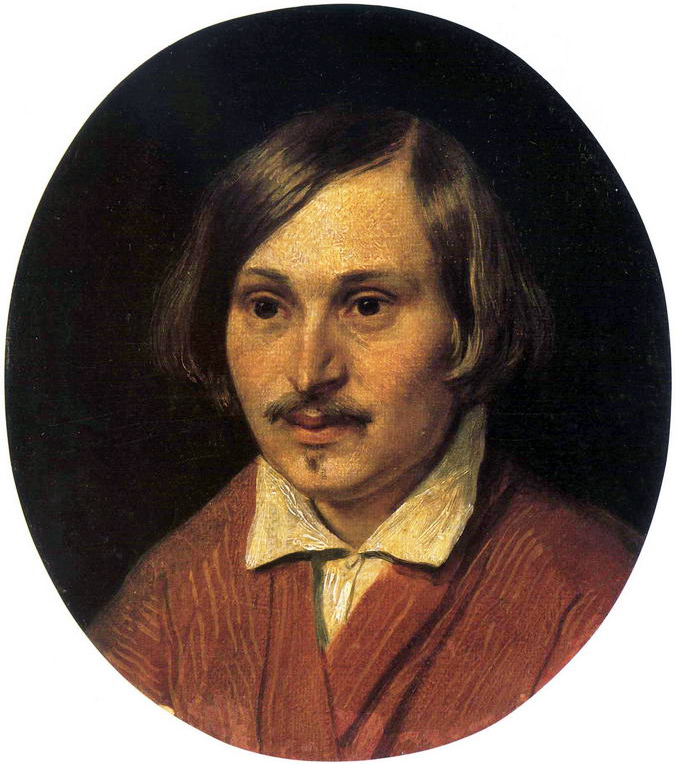
Retrato de Nikolai Gogol, 1841